# 郑灵华
郑灵华（1999年-2023年1月23日），浙江师范大学2022届毕业生，因染粉红色头发、遭遇网络霸凌而逝世。
郑灵华本科就读于浙江师范大学音乐学院，2022年毕业，主修声乐。2022年7月13日，郑灵华收到華東師範大學研究生录取通知书后，上传了拿著錄取通知書探望爺爺的相关照片和视频到社交媒体平台，结果因為头发髮色而遭到网友人身攻击、造谣。7月26日，她透过“鸡蛋姬”微博账号发布了一封律师函，大致上是要求各网络平台立即下架并删除相关视频和图片的內容。有霸凌者甚至在两年后接受采访时仍表示“悲剧的结果和自己无关”；演员张静初对郑灵华的遭遇表示支持。她亦因网络暴力而患上抑郁症，“我现在抑郁很严重，昨天我又去医院拿了诊断报告。我现在整晚整晚地睡不着觉，白天吃饭也没有胃口……我正在努力地调整，无论是通过看书进行自我调节，还是求助于专业的心理医生”，虽经过努力抗争，抑郁症仍于10月复发。她在11月起在小红书上记录了九篇自己抗击抑郁症的内容，此后再无更新。2023年2月19日，据郑灵华的一位高中挚友确认，郑灵华已去世。
2024年11月，中国中央电视台播出《向网络暴力亮剑》视频，再次提起此事、缅怀郑灵华的同时，呼吁“媒体、社交平台、公众教育都要承担起自己的责任”，反对网络暴力。《关于依法惩治网络暴力违法犯罪的指导意见》亦做出修改，删去以具体传播数量为立案、构罪标准的规定，而将造“黄谣”列入从重处罚的范围。